# Aden (stad)
Aden (Arabisch: عدن) is een stad in de republiek Jemen. Het is tevens een natuurlijke haven. Aden heeft een bevolking van ongeveer 590.000 inwoners (2005).
Aden bestaat uit een aantal delen: de haven, het industriegebied (bekend als Little Aden) en Madinat asj-Sja'ab (het voormalige Al-Ittihad), het regeringscentrum. Twee voorsteden, Khormaksar en Sheikh Othman, liggen ten noorden van de oude stad.
Aden was de hoofdstad van Zuid-Jemen tot de hereniging met Noord-Jemen. Nadien werd het tot vrijhandelszone verklaard.

## Geschiedenis
Omdat Aden een natuurlijke haven bezit op een uitstekende positie tussen India en Europa, is de stad meermaals bezet door heersers die deze route wilden controleren.

### Britse overheersing
Op 19 januari 1839 zette de Britse Oost-Indische Compagnie Engelse mariniers af in Aden om een halt toe te roepen aan aanvallen door piraten tegen de Britse handelsvloot die naar India voer. De haven ligt strategisch ten opzichte van de vroegere Britse bezittingen Suezkanaalzone, Bombay en Zanzibar. In 1892 lieten de Britten de haven van Aden uitdiepen om schepen met een diepgang van 6 meter toe te laten. Aden bleef onder Britse heerschappij tot 1967.
Aden werd als onderdeel van India bestuurd tot 1937, toen het een Kroonkolonie van het Verenigd Koninkrijk werd.

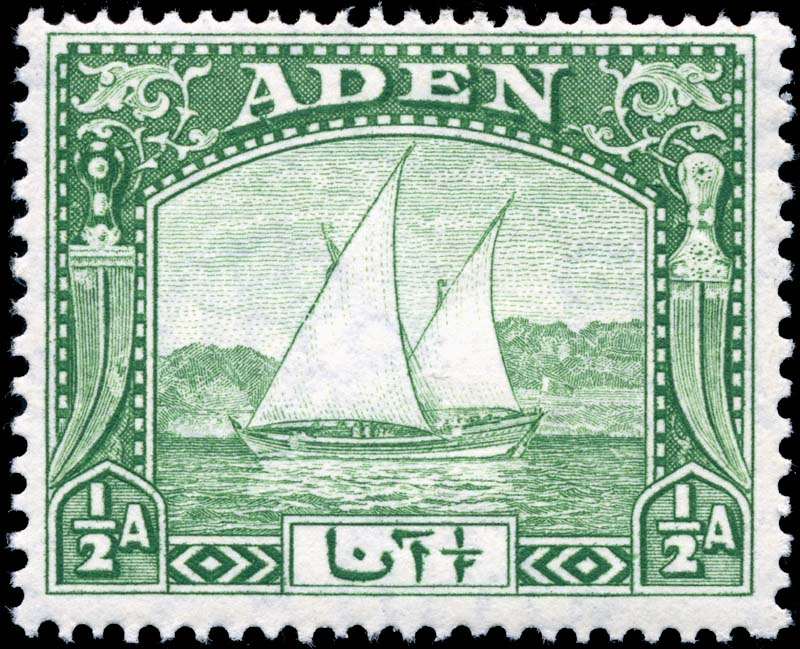
Postzegel uit 1937: Dhow (frankeerwaarde: halve Anna)

De positie van Aden maakte de plaats ook belangrijk als overslagpunt van post tussen gebieden in de Indische Oceaan en Europa. Een geregelde postdienst bestond vanaf 15 juni 1839, hoewel een postmeester pas benoemd werd in 1857. Aden gebruikte in eerste instantie postzegels van Brits-Indië tot het een kroonkolonie werd in 1937. Hoewel op de zegels van Brits-Indië geen extra aanduiding stond dat het Aden betrof, kunnen de zegels worden herkend aan het poststempel met nummer 124 dat aan het postkantoor van Aden was toegewezen. Pas toen het gebied een eigen kroonkolonie vormde, werd op de postzegels "Aden" vermeld.

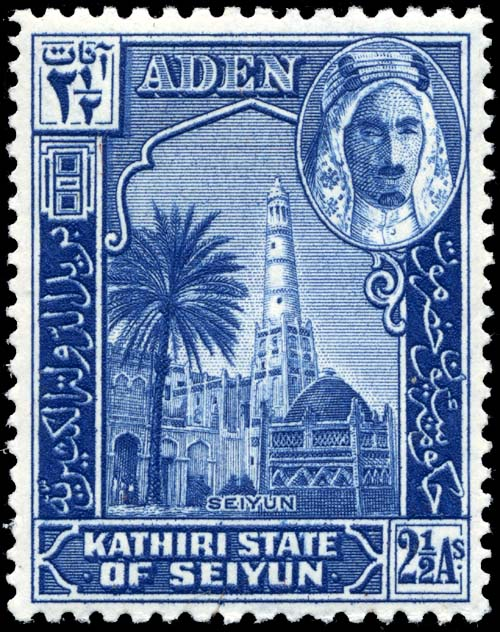
Postzegel uit 1942 van de Kathiri State of Seiyun

In 1939 verscheen een nieuwe postzegeluitgave met een afbeelding van koning George VI. Hiermee waren de sultans van Seiyun en Hadramaut het niet eens. Hun gebieden stonden onder "bescherming" van het Verenigd Koninkrijk vanaf 1880. In 1942 werden door de Engelse regering postzegels uitgegeven met de aanvullende inscripties Kathiri State of Seiyun en Qu'aiti State of Shihr and Mukalla (later: Qu'aiti State in Hadramaut), met de portretten van de respectievelijke sultans. Beide series waren geldig in heel Aden.
Op 3 december 1947 vond in de stad een massamoord plaats op de Joodse bevolking, de Pogrom van Aden. Hierbij werden 82 Joodse inwoners om het leven gebracht door de lokale bevolking. De Grote Synagoge van de stad werd hierbij verwoest.
Na het verlies van de Suezkanaalzone in 1956 werd Aden de belangrijkste Britse militaire basis in de regio.

### Weg naar onafhankelijkheid
Aangemoedigd door President Nasser van Egypte tegen de Britse koloniale overheersing in het Midden-Oosten, groeide de druk op de Britten om Aden te verlaten. De vorming van de Verenigde Arabische Republiek door Nasser, en pogingen door het Egyptische staatshoofd om Jemen in te lijven bedreigden de positie van het Verenigd Koninkrijk. Om hieraan weerstand te bieden stichtte de Britse overheid de Zuid-Arabische Federatie. Aden werd hierin opgenomen vanaf 18 januari 1963. Dit gebied zou later bekend worden als Zuid-Jemen.
In 1963 sloegen gevechten tussen het Egyptisch leger en opstandelingen over naar het gebied dat bekendstond als "Aden Colony". Het begon met de oprichting van het Nationaal Bevrijdingsfront (NLF), die hoopten dat de Britten zouden vertrekken. De gevechten begonnen met een granaataanval op het Britse Hoge Commissariaat waarbij één dode viel en 50 personen gewond raakten. Als reactie hierop stelde de Britse regering de noodtoestand in voor Aden.

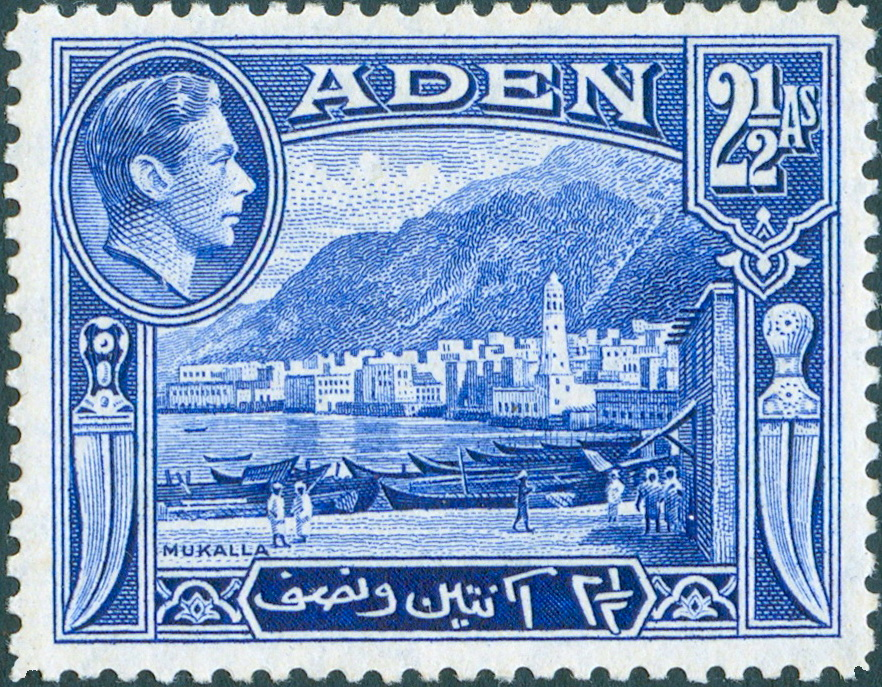
Aden stond bekend om zijn postzegels met boten erop

In januari 1964 trokken Britse troepen het Radfangebergte in om aldaar de rebellen te verslaan die aanvallen uitvoerden vanaf Jemenitisch grondgebied. In oktober van dat jaar was deze bedreiging door het Britse leger grotendeels de kop ingedrukt. Hierop veranderde het NLF van tactiek. Voortaan werden bomaanslagen gepleegd op militairen en politieagenten overal in het gebied van de Aden Colony.
In 1964 kondigde de nieuwe regering onder leiding van Harold Wilson aan dat het gebied in 1968 onder gezag van de Zuid-Arabische Federatie werd gesteld, maar dat de Britse troepen aanwezig bleven in Aden. De terroristische aanslagen liepen op van 280 in 1964 tot meer dan 500 in 1965. In 1966 kondigde de Britse regering echter aan dat de Britse troepen bij de overdracht van de onafhankelijkheid zouden vertrekken. De opstandelingen roken hun overwinning en voerden de terroristische aanvallen nog verder op. In 1967 werd een tweede verzetsgroepering opgericht, het Front voor de Bevrijding van het Bezette Zuid-Jemen (FLOSY), die aanvallen begon tegen het NLF en de Britten. FLOSY was marxistisch gericht.
In januari 1967 braken rellen uit tussen het NLF en FLOSY, ondanks de interventie van Britse troepen. De gewelddadigheden namen zulke vormen aan dat de regering besloot eenheden van de Special Air Service naar Aden te sturen die gespecialiseerd zijn in terrorismebestrijding.
Op 20 juni 1967 brak een grote muiterij uit in het nieuwe leger dat door de Britten was opgericht. Dit vloeide over naar de politie. Er werden meer Britse troepen gestuurd om de openbare orde te handhaven.
Op 30 november 1967 trokken de Britten zich uiteindelijk terug waarbij de regering werd overgedragen aan het NLF. De laatste Britse troepen waren diegenen die als eerste geland waren: het Britse Korps Mariniers.

## Onafhankelijkheid
Na de Britse terugtrekking in 1967 brak er een kortstondige burgeroorlog uit waarin de sultans werden verdreven. In 1969 kwamen marxistische elementen aan de macht in Aden, waarna Aden onderdeel werd van de Democratische Volksrepubliek Jemen. Die bestond tot 22 mei 1990, toen het noorden en het zuiden van Jemen samengingen in de Republiek Jemen.
Leden van Al Qaida hebben in de haven van Aden een aanslag uitgevoerd op het Amerikaanse schip USS Cole op 12 oktober 2000.

## Geboren in Aden
- Mohammed Basindawa (1953), Jemenitische politicus
- Mukesh Ambani (1957), Indiaas zakenman
- Aden Gillett (1958), Engelse acteur
- Eddie Izzard (1962), Brits stand-upcomedian en acteur
- Christopher Steele (1964), voormalige Britse geheim agent en directeur van een privaat inlichtingenbureau